# Chiesa della Santissima Annunziata dei Servi
La chiesa della Santissima Annunziata dei Servi o chiesa di Santa Maria dei Servi è una chiesa di Lucca che si trova in piazza dei Servi.

## Storia

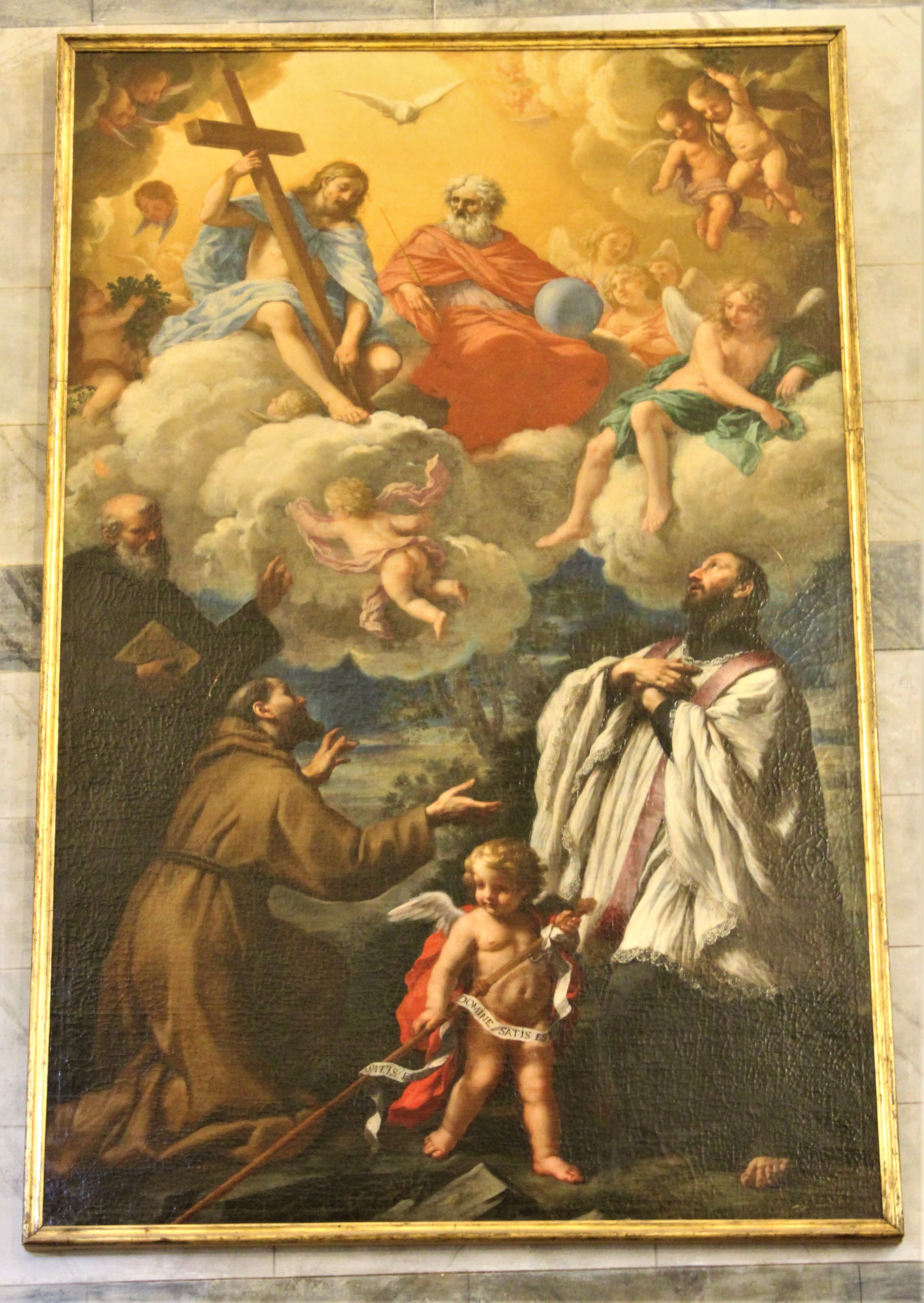
Antonio Franchi, Trinità con San Francesco Saverio, Francesco d’Assisi e Filippo Benizi

Ricordata già nel 1061, la chiesa fu assegnata ai Serviti dal 1254 e ricostruita alla fine del Trecento assumendo la struttura in laterizio a una sola navata con copertura a capriate, transetto e abside rettangolare. 
Nel Quattrocento le pareti vennero affrescate: restano poche tracce, quali la Madonna in controfacciata. Segno dell'importanza assunta sono le sepolture di importanti famiglie. Tra fine Quattrocento e inizi Cinquecento la chiesa instaura un rapporto privilegiato con la bottega del Civitali: numerose sono le opere di questo ambiente che restano ancora oggi; la più rilevante fu il gruppo costituito da Angelo (ora perduto) e Annunciata per il quale nel 1516 Nicolao Civitali costruì un altare, con un baldacchino con cupola embricata. Da ricordare anche il monumento funebre a Giano Grillo di Baccio da Montelupo. 
All'interno anche notevoli pale del Seicento, tra le quali spicca quella di Antonio Franchi con la Trinità con San Francesco Saverio, Francesco d’Assisi e Filippo Benizi, del 1665.

## La balena
A fianco della porta maggiore si trova una lapide che ricorda lo spiaggiamento nel 1495 di una enorme balena sul litorale viareggino. La carcassa fu portata a Lucca ed appesa proprio dove adesso si trova la lapide, che recita come segue:
(Lapide sulla chiesa)